# Offseason
Pour plus de détails, voir Fiche technique et Distribution.
Offseason est un film américain réalisé par Mickey Keating (en), sorti en 2021.

## Synopsis
Une femme, ayant reçu une mystérieuse lettre, voyage, avec son compagnon, jusqu'à une île perdue et se retrouve vite bloquée dans un cauchemar.

## Fiche technique
Sauf indication contraire, les informations mentionnées dans cette section peuvent être confirmées par la base de données cinématographiques IMDb,  présente dans la section « Liens externes ».
- Titre original : Offseason
- Réalisation et scénario : Mickey Keating (en)
- Musique : Shayfer James
- Décors : Sabrena Allen-Biron
- Costumes : Joanna David
- Photographie : Mac Fisken
- Montage : Valerie Krulfeifer
- Production : Maurice Fadida et Eric B. Fleischman
- Sociétés de production : Defiant Studios, Kodiak Pictures et Sunset Junction Entertainment
- Société de distribution : RLJE Films
- Pays de production :  États-Unis
- Langue originale : anglais
- Format : couleur - 2,39:1
- Genre : horreur, drame, fantastique
- Durée : 83 minutes
- Dates de sortie :
  - États-Unis : 17 mars 2021 (South by Southwest) ; 11 mars 2022 (sortie limitée)[1]
  - France : 9 août 2022 (vidéo à la demande)[2]
- Classification :
  - États-Unis : R-Restricted (interdit aux moins de 17 ans non accompagné)
  - France : Interdit aux moins de 12 ans lors de sa sortie vidéo

## Distribution
- Jocelin Donahue : Marie Aldrich
- Joe Swanberg : George
- Richard Brake : l'homme du pont
- Melora Walters : Ava
- Jeremy Gardner : le pêcheur
- April Linscott : Emily
- Jonathan Medina : Monsieur Clayton
- Eliza Shin : Madame Gardner

## Production
|  |

En 2018, Mickey Keating commence à travailler sur ce film, après avoir lu les nouvelles Une rose pour Emily (A Rose for Emily) de William Faulkner et Les Gens de l'été (The Summer People) de Shirley Jackson. Il en discute avec le producteur Eric B. Fleischman, ainsi que les acteurs Jocelin Donahue et Joe Swanberg avant de les engager dans les rôles principaux, Marie et Georges,,. Jocelin Donahue l'a aidé à donner l'épaisseur de fond de son personnage. En février 2020, Richard Brake et Melora Walters sont également embauchés.
Le tournage a lieu à New Smyrna Beach, en Floride, où les prises de vues s'achèvent en février 2020,.

## Accueil
Le film est présenté en avant-première, le 17 mars 2021, au festival South by Southwest. Le mois prochain, RLJE Films acquiert les droits du film. Il est distribué en vidéo à la demande, et a pour date limitée à partir du 11 mars 2022.

## Distinctions

### Nomination et sélection
- Festival international du film fantastique de Catalogne 2021 : meilleur film[11]
- L'Étrange Festival 2021 : Compétition officielle[12]